# Ålandstrafiken

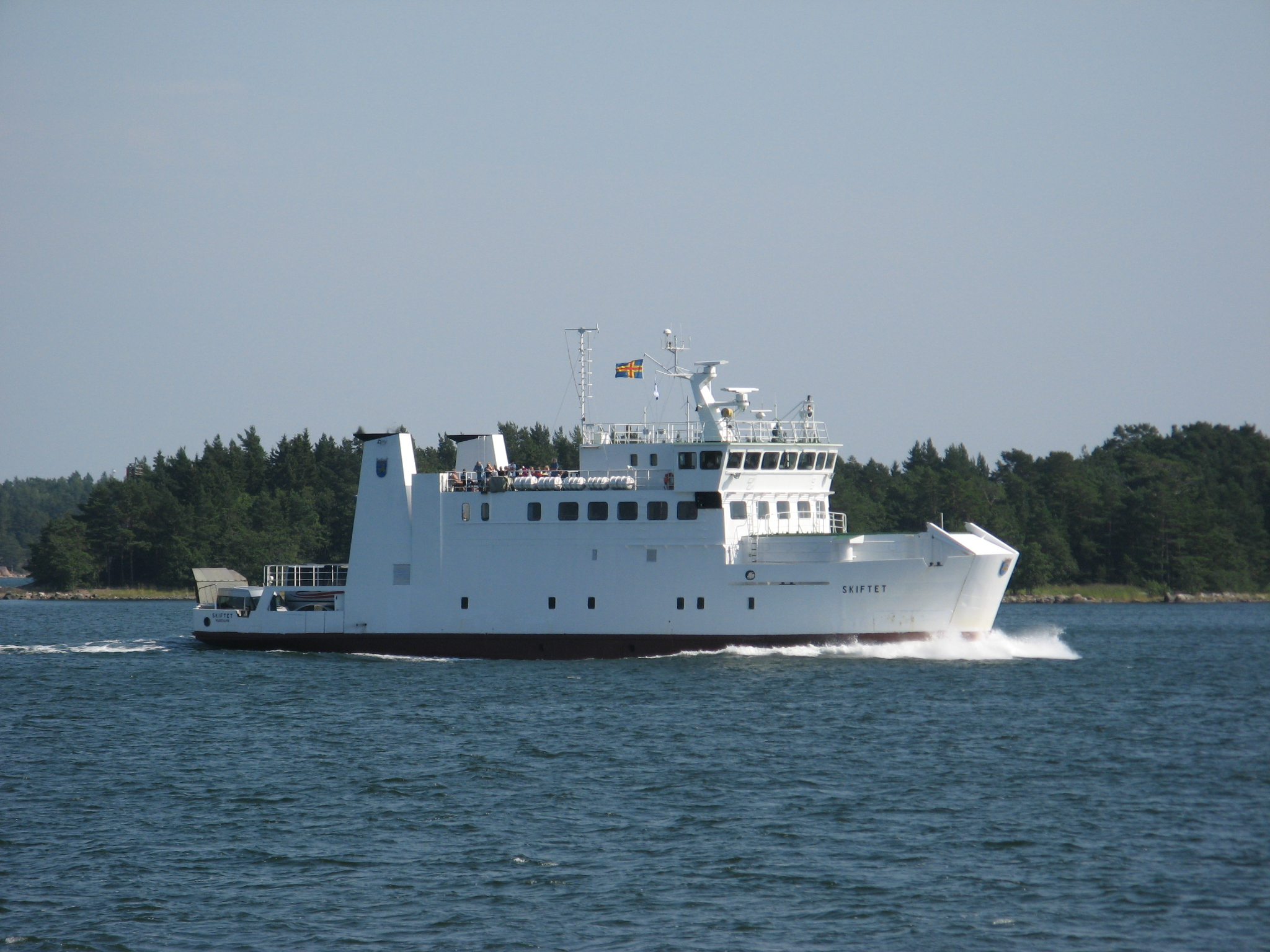
m/s Skiftet, een van de veerboten van Ålandstrafiken.

Ålandstrafiken is een vervoersbedrijf voor lokaal transport in Åland middels veerboten en busverbindingen: een belangrijke bindende factor in dit gebied dat uit duizenden eilanden bestaat.
De maatschappij verzorgt talloze veerverbindingen tussen Ålandse eilanden en ook tussen Åland en Finland. Op het hoofdeiland worden busverbindingen onderhouden die hierop aansluiten.

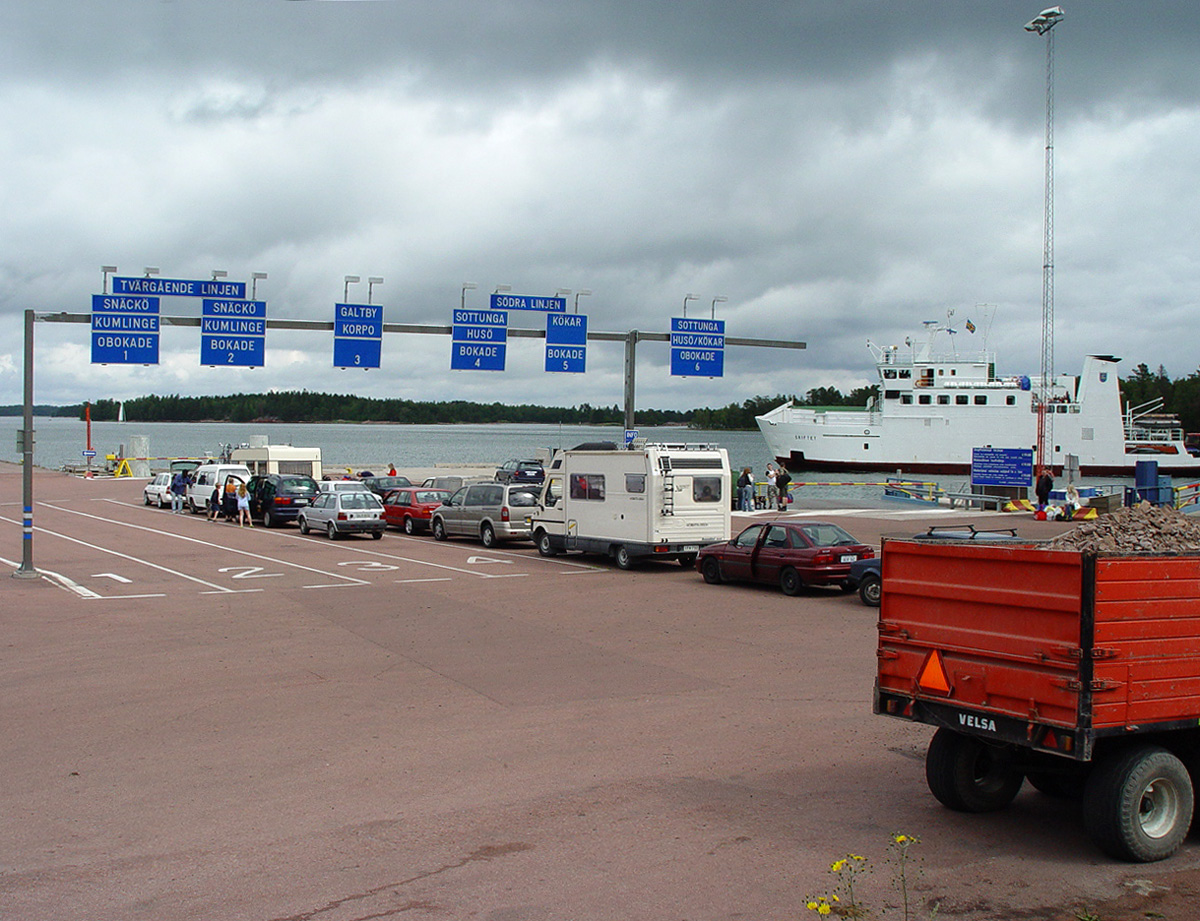
Doordat veerboten onderweg meerdere havens aandoen moet goed voorgesorteerd worden.

Het bedrijf onderhoudt in totaal 8 veerlijnen met ongeveer 10 schepen waarop auto's mee kunnen en daarnaast nog enkele voet- en fietsveren. De meeste havens worden 2-3 maal per dag aangedaan. Veel veerboten varen niet uitsluitend tussen twee havens heen en weer maar zijn eerder vergelijkbaar met buslijnen die vele tussenstops maken. Dit maakt de logistiek vrij complex, omdat auto's halverwege op- en afgereden moeten kunnen worden terwijl andere auto's die verder moeten reizen dan niet in de weg mogen staan op het scheepsdek. Het is er geen zeldzaamheid dat men achteruitrijdend de veerboot moet verlaten.
Het transport in Åland wordt gesubsidieerd: voetgangers kunnen gratis mee op de veerboten; het is ook mogelijk om kosteloos een kano op een veerboot mee te nemen. Fietsers betalen eenmalig een zeer klein bedrag.
Overtochten zonder tussenstop van het ene eind van een veerroute naar het andere zijn aanzienlijk duurder dan wanneer er tussendoor op een eiland overnacht wordt. Bovendien is het niet mogelijk voor dergelijke overtochten te reserveren. Deze regeling heeft tot doel de lokale economie te stimuleren.

## Veerverbindingen

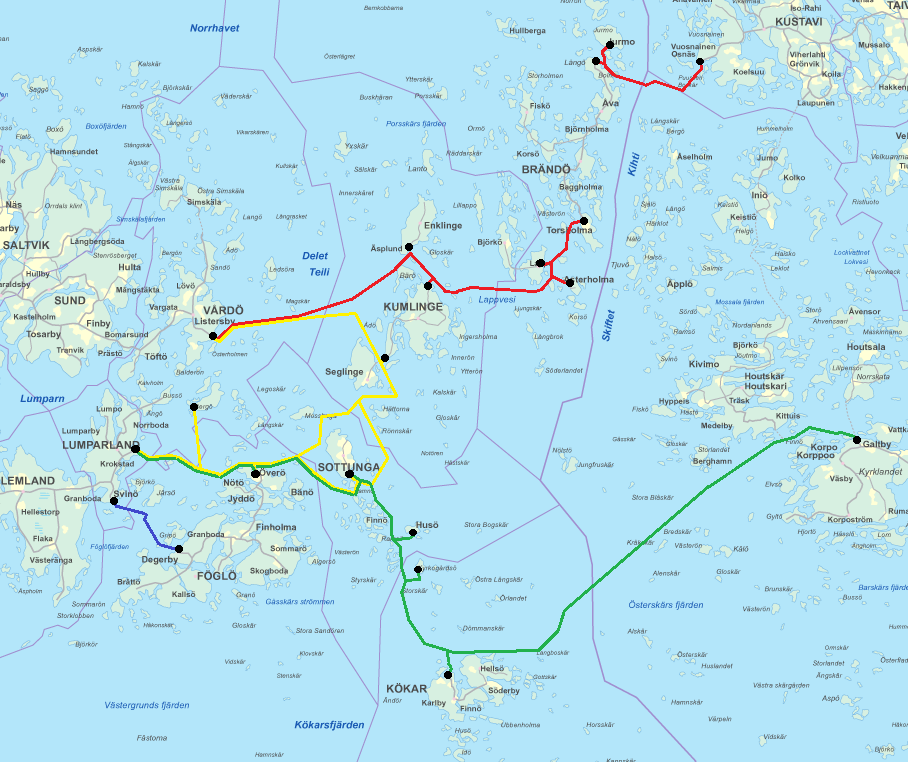
Kaartje van Åland met daarop de veerverbindingen ingetekend.

Ålandstrafiken onderhoudt de volgende veerlijnen:
- Norra linjen (noordelijke lijn): Hummelvik (Vårdö) - Enklinge - Kumlinge - Lappo - Torsholma (Brändö)
- Södra linjen (zuidelijke lijn): Långnäs - Överö - Sottunga - Husö of Kyrkogårdsö - Kökar - Galtby (Korpo, Finland)
- Tvärgående linjen (dwarse lijn): Långnäs - Överö - Snäckö (met een dam verbonden met Kumlinge) Eenmaal per week doet deze veerboot op aanvraag ook het eiland Bergö aan.
- Asterholmalinjen: Asterholma - Lappo - Torsholma (allen eilanden van Brändö)
- Föglölinjen: Degerby (Föglö) - Svinö (Lumparland)
- Vuosnainen/Osnäs (Kustavi, Finland) - Åva (Brändö)
- Åva - Jurmo (beiden eilanden van Brändö)
- Seglinge - Kumlinge (beiden eilanden van Kumlinge)